# Chinese International 2014
Die Chinese International 2014 im Badminton fanden vom 11. bis zum 16. Februar 2014 in Lingshui statt.

## Sieger und Platzierte
| Disziplin    | Gold                | Silber                     | Bronze                        |
| ------------ | ------------------- | -------------------------- | ----------------------------- |
| Herreneinzel | Ng Ka Long          | Wei Nan                    | Xue Song                      |
| Herreneinzel | Ng Ka Long          | Wei Nan                    | Liao Junwei                   |
| Dameneinzel  | Liu Xin             | Hui Xirui                  | Ji Shuting                    |
| Dameneinzel  | Liu Xin             | Hui Xirui                  | Shen Yaying                   |
| Herrendoppel | Wang Yilu Zhang Wen | Liao Chi-hung Liao I-Liang | Li Junhui Liu Yuchen          |
| Herrendoppel | Wang Yilu Zhang Wen | Liao Chi-hung Liao I-Liang | Li Gen Liu Cheng              |
| Damendoppel  | Luo Ying Luo Yu     | Ou Dongni Xiong Mengjing   | Du Peng Huang Dongping        |
| Damendoppel  | Luo Ying Luo Yu     | Ou Dongni Xiong Mengjing   | Chiang Kai-hsin Wu Fang-chien |
| Mixed        | Wang Yilu Ou Dongni | Zhang Wen Xia Huan         | Wang Chi-lin Wu Ti-jung       |
| Mixed        | Wang Yilu Ou Dongni | Zhang Wen Xia Huan         | Li Junhui Du Peng             |